# Rottalerhäst
Rottalerhästen är en numera utdöd hästras som härstammade ifrån Tyskland. Hästen var medelkraftig och alltid fuxfärgad. Den dog ut under mitten av 1900-talet men ersattes av en annan hästras, bayerskt varmblod som fram till 1960-talet kallades Rottaler. 

## Historia
Rottalerhästen nämns för första gången som egen ras år 1872. Hästarna var väl kända innan dess men nu skrev man upp de egenskaper och karaktärer som rastypade den. Rottalerhästar samlades även in och man dokumenterade all forskning på hästen. Bland annat menade man att den var en ättling till Skogshästen men då den var så mycket lättare i typen så trodde man att hästarna hade blandats med orientaliska hästar någon gång under 1000-talet då handelsvägarna mellan Spanien och Asien användes mest och många orientaliska hästar hade passerat genom Tyskland. 
Rottalerhästarna användes som militärhästar från och med slutet av 1800-talet fram till Första världskriget då nästan alla Rottalerhästar dödades. Under 1920-talet fanns inga registrerade Rottalerhästar kvar. Enbart ett fåtal uppfödare menade att de fortfarande hade äkta Rottalerhästar kvar vilket inte gick att bevisa utan istället ingick Rottalerhästarna under ett nytt namn på en tysk varmblodshäst, Bayerskt varmblod. Det Bayerska varmblodet ändrade namn från Rottaler till dagens namn under 1960-talet. 
År 2005 fick man dock tillåtelse på nytt att kalla en ny lättare typ av varmblodshäst för Rottalerhäst även om den för det mesta är en avgrening från det bayerska varmblodet. 

## Egenskaper
Rottalerhästen var en stark, medelkraftig häst med ett gott temperament. De äkta Rottalerhästarna var alltid fuxfärgade medan dagens återfödda Rottalerhästar även kan vara brun och svart. 
De hästar som idag kalas Rottalerhästar är sportiga varmblodshästar som passar utmärkt till banhoppning, dressyr och andra hästsporter. Bland annat är det den ras som används av tyska landslaget i voltige. 